# ناحیه خان شیخون
ناحیه خان شیخون (به عربی: ناحیة خان شیخون) یک ناحیه در سوریه است که در منطقه معره نعمان واقع شده‌است. ناحیه خان شیخون ۵۰٬۴۶۹ نفر جمعیت دارد.